# Deutscher Paritätischer Wohlfahrtsverband

Logo 2010

Der Deutsche Paritätische Wohlfahrtsverband – Gesamtverband e. V. (Der Paritätische) ist ein Dachverband der Freien Wohlfahrtspflege Deutschlands mit Sitz in Berlin, der Mitglied im Spitzenverband Bundesarbeitsgemeinschaft der Freien Wohlfahrtspflege ist.

## Geschichte
Der Verband wurde am 7. April 1924 unter dem Namen „Vereinigung der freien privaten gemeinnützigen Wohlfahrtseinrichtungen Deutschlands e. V.“ im Kaiserin-Auguste-Viktoria-Haus in Berlin-Charlottenburg gegründet. Zu den Gründungsmitgliedern gehörte Anna von Gierke. Im Jahre 1925 folgte zuerst die Namensänderung in „Fünfter Wohlfahrtsverband“, am 10. November 1932 dann die erneute Änderung des Namens in „Deutscher Paritätischer Wohlfahrtsverband“.

## Name und Aufgabe
Neben seiner Lobbyarbeit für die Kranken und sogenannten Schwachen der Gesellschaft versteht sich der Verein als Dienstleistungsverband. Seine Mitgliedsorganisationen werden in fachlichen, rechtlichen und organisatorischen Fragen beraten und erhalten Hilfe bei der Finanzierung von Projekten. Weiterhin gibt es im Aus- und Fortbildungsbereich für haupt- und ehrenamtliche Mitarbeiter Kurse, Lehrgänge und Seminare.
Selbstverständnis des Verbands ist es, dass jeder Mensch den gleichen Respekt verdient und gleiche Chancen haben soll – der Gedanke der Gleichwertigkeit aller (lateinisch: paritas „Gleichheit, gleich stark“) gab dem Verein seinen Namen. Von vielen Praktikern wird der Verband informell auch als „der Paritäter“ bezeichnet.

## Struktur
Der Deutsche Paritätische Wohlfahrtsverband gliedert sich in fünfzehn Landesverbände, wobei für Rheinland-Pfalz und das Saarland ein gemeinsamer Landesverband mit Sitz in Saarbrücken existiert. Die übrigen Landesverbände haben in der Regel ihren Sitz in der jeweiligen Landeshauptstadt, Ausnahmen hiervon sind „Der Paritätische“ Hessen (Sitz in Frankfurt am Main), „Der Paritätische“ Nordrhein-Westfalen (Sitz in Wuppertal) und „Der Paritätische“ Thüringen (Sitz in Neudietendorf). Der  Paritätische Wohlfahrtsverband Hamburg existiert seit den 1920er Jahren.
Vorsitzender des Verbandes ist seit Ende 2024 Achim Meyer auf der Heyde, sein Vorgänger war seit 2012 Rolf Rosenbrock. Hauptgeschäftsführer seit August 2024 ist Joachim Rock. Zuvor war von 1999 bis 2024 Ulrich Schneider Hauptgeschäftsführer.
Unter dem Dach des Gesamtverbands sind mehr als 10.000 Vereine, Organisationen, Einrichtungen und Initiativen versammelt, die ein vielfältiges und unterschiedliches Spektrum sozialer Arbeit repräsentieren. Dazu zählen Vereinigungen wie der Guttemplerorden und anthroposophische Gemeinschaften, aber auch Organisationen wie der Verband alleinerziehender Mütter und Väter, der Deutsche Kinderschutzbund, Frauenhäuser, Migranten-Organisationen, Arbeitsloseninitiativen und viele Selbsthilfegruppen aus dem Gesundheitsbereich.
Der Deutsche Paritätische Wohlfahrtsverband ist Mitglied des Vereins Aktion Mensch und der Aktion Deutschland Hilft.

## Mitgliedsorganisationen
Einige der deutschlandweit tätigen Mitgliedsorganisationen sind:
- ADRA (Adventistische Entwicklungs- und Katastrophenhilfe)
- Advent-Wohlfahrtswerk
- Arbeiter-Samariter-Bund Deutschland
- Deutsche Aidshilfe
- Bundeswehr-Sozialwerk
- Deutsche Arbeitsgemeinschaft Selbsthilfegruppen
- Deutscher Blinden- und Sehbehindertenverband
- Deutscher Gehörlosenbund
- Deutsche ILCO
- Deutsches Jugendherbergswerk
- Deutsches Kinderhilfswerk
- Deutsche Krebshilfe
- Deutsche Lebens-Rettungs-Gesellschaft
- Deutsche Morbus Crohn/Colitis ulcerosa Vereinigung
- Freimaurerisches Hilfswerk
- Lesben- und Schwulenverband in Deutschland
- PFAD Bundesverband der Pflege- und Adoptivfamilien
- Pro Familia
- SOS-Kinderdörfer
- Sozialverband VdK Deutschland
- Tafel Deutschland
- Volkssolidarität
- Weisser Ring

## Publikationen
Im ersten Halbjahr eines jeden Jahres wird der Paritätische Armutsbericht veröffentlicht, welcher kostenfrei heruntergeladen werden kann. In diesem Bericht werden insbesondere der Stand und die Entwicklung der Armut in Deutschland analysiert. 
Die publizierten Daten und Angaben stammen im Wesentlichen aus dem vom Statistischen Bundesamt aufbereiteten Mikrozensus. Die Interpretationen im Bericht können jedoch hiervon abweichen. So werden die vom Statistischen Bundesamt als von Armut gefährdet ermittelten Haushalte vom Paritätischen Wohlfahrtsverband als von Armut betroffen betrachtet.

## Kritik
Der neoliberale Wirtschaftsjournalist Rainer Hank schrieb in der Frankfurter Allgemeinen Zeitung, der Deutsche Paritätische Wohlfahrtsverband verstehe sich als Lobbyorganisation der Partei Die Linke. Dieses Rollenverständnis habe sich bereits vor dem Parteieintritt des Hauptgeschäftsführers Ulrich Schneider 2016 abgezeichnet – so vertrete dieser in seinen Äußerungen schon seit langem konsequent die Linie der Partei. Jährlich behaupte sein Armutsbericht, die Armut in Deutschland nehme zu, was den statistischen Fakten widerspreche. Dabei verstecke man sich hinter dem positiv klingenden Label „paritätischer Wohlfahrtspflege“, nehme das Privileg der Gemeinnützigkeit in Anspruch, finanziere sich aus Beiträgen der Sozialkassen, öffentlichen Mitteln und Spenden und erwecke den Eindruck, als Sprecher der gesamten Wohlfahrtsbranche zu agieren. Auch Vertreter von CDU, SPD und Grünen kritisierten eine Vereinnahmung des Verbandes für Parteipolitik. Kritik an der Methodik des Armutsberichtes stammt auch von Guido Bohsem (SZ) und Guido Kleinhubbert (Spiegel Online).
Ulrich Schneider wies die Kritik in einem offenen Brief an den FAZ-Redakteur zurück. Darin betonte er, dass der Paritätische keineswegs ausschließlich an der Seite der Linken stehe. Das gelte vielmehr für jede politische Partei, wenn sie sich für die Ziele des Paritätischen Wohlfahrtsverbandes einsetze. Insoweit sei er in der FAZ falsch zitiert worden. Er habe eine ganz ähnliche Rede bereits vor einem Jahr auf dem Landesparteitag der nordrhein-westfälischen Grünen gehalten, ohne dass es zu entsprechenden Reaktionen gekommen sei. Scharf wies er die Behauptungen zurück, der Paritätische sei eine „Lobbyorganisation der Linken“ und verstehe sich „als sozialpolitische Kampftruppe der Partei von Sahra Wagenknecht, Gregor Gysi, Bernd Riexinger und Katja Kipping“. Auch die Kritik an dem jährlich vorgelegten Armutsbericht sei haltlos, denn dieser gebe die sozialpolitische Entwicklung in Deutschland in zutreffender Weise wieder.
Im September 2022 trat Ulrich Schneider, als Reaktion auf eine im Bundestag gehaltene Rede Sahra Wagenknechts, bei der sie die Sanktionen gegen Russland kritisiert hatte, aus der Partei Die Linke aus.
Der Landesverband Paritätischer NRW nimmt derzeit keine Vereine aus dem Gülen-Spektrum auf. Die Aufnahme weiterer Mitglieder aus der Gülen-Bewegung wurde ausgesetzt. Als Begründung für diesen Schritt gab der Landesgeschäftsführer Christian Woltering an: „Angesichts bestehender Zweifel in unserem Vorstand bezüglich der demokratischen Entwicklung innerhalb der Gülen-Bewegung und der geforderten Transparenz, haben wir beschlossen, vorerst keine neuen Vereine aus diesem Spektrum aufzunehmen.“ Er fügte hinzu, dass der Verband eine Neubewertung dieser Entscheidung in zwei Jahren in Erwägung zieht, um mögliche Entwicklungen innerhalb des weltweiten Gülen-Netzwerks zu berücksichtigen. Diese Entscheidung folgte kurz nach der Wahl des neuen Landesvorstandes in der 35. Mitgliederversammlung des Paritätischen in NRW am 17. Dezember 2017, bei der erstmals zwei Personen türkischer Herkunft in den Landesvorstand gewählt wurden.